# ام‌اوای-۲۰۰۷-بی‌ال‌جی-۴۰۰ال
ام‌اوای-۲۰۰۷-بی‌ال‌جی-۴۰۰ال یک ستاره است که در صورت فلکی کمان قرار دارد.